# خوان مانوئل مونافو هورتا
خوان مانوئل مونافو هورتا (انگلیسی: Juan Manuel Munafo Horta؛ زادهٔ ۲۰ مارس ۱۹۸۸) بازیکن فوتبال اهل آرژانتین است.
از باشگاه‌هایی که در آن بازی کرده‌است می‌توان به باشگاه فوتبال آستراس تریپولی و باشگاه فوتبال بوکا جونیورز اشاره کرد.